# Mesochelifer
Genre
Mesochelifer est un genre de pseudoscorpions de la famille des Cheliferidae.

## Distribution
Les espèces de ce genre se rencontrent en Europe, en Afrique du Nord et au Kazakhstan.

## Liste des espèces
Selon Pseudoscorpions of the World (version 3.0) :
- Mesochelifer fradei (Vachon, 1940)
- Mesochelifer pardoi (Beier, 1956)
- Mesochelifer ressli (Mahnert, 1981)
- Mesochelifer thunebergi (Kaisila, 1966)

## Publication originale
- Vachon, 1940 : Éléments de la faune portugaise des Pseudoscorpions (Arachnides) avec description de quatre espèces nouvelles. Anais da Faculdade de Ciencias do Porto Academia Polytechnica do Porto, vol. 25, p. 141-164.